# Tuya Inc.

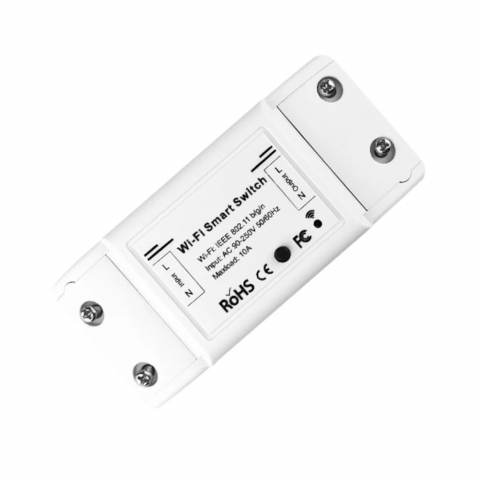
Interruptor Wi-Fi SMART TUYA

Tuya Smart és una plataforma internacional centrada en el desenvolupament de solucions d'IA i IoT. La plataforma Tuya Smart ofereix solucions integrals relacionades amb la implementació de la domòtica, des de la prestació de l'aplicació i un núvol dedicat en el qual opera el sistema, fins a la realització de mòduls de comunicació i assistència en la implementació d'aquests en producció massiva.

## Història
Tuya Smart va ser fundada el 2014 a Hangzhou per Xueji Wang i Liaohan Chen. Ja el 2015 la companyia va rebre un finançament de 15 milions de dòlars que li van permetre crear el seu primer mòdul Wi-Fi i llançar una plataforma IoT. En els anys següents, la companyia va fer més passos, iniciant la cooperació estratègica amb Google Home el 2017 i unint-se a Bluetooth SIG el 2018 (2018). El mateix any, Tuya Smart també va rebre finançament per a start-ups per una quantitat sorprenent de 200 milions de dòlars, que va ser un dels majors finançaments relacionats amb els serveis IoT el 2018. Va ser llavors quan Tuya Smart va obrir la seva plataforma als desenvolupadors. Els anys següents van veure un major desenvolupament de l'empresa. El 2019, la companyia va establir diverses sucursals de la seva empresa a tot el món: l'Índia, el Japó, Alemanya i Colòmbia. Jeff Immelt, el president de General Electric (GE), també es va unir a l'equip de Tuya, i la companyia va establir una altra associació, aquesta vegada amb Microsoft. El 2020, l'empresa es va unir a la Connectivity Standards Alliance, que agrupa empreses com Amazon, Google, Huawei, Signify i IKEA.

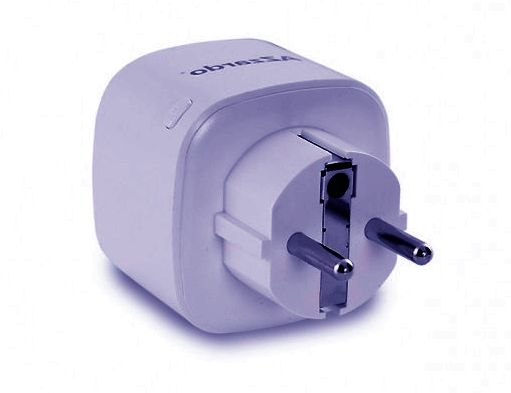
Connector intel·ligent Tuya

## Principi de funcionament
Els productes Tuya Smart es comuniquen entre ells mitjançant protocols de transmissió de dades sense fil. Els dispositius utilitzats inclouen protocols com:
1. WiFi
2. ZigBee
3. Malla Bluetooth
4. NB-IoT
5. GPRS
6. LTE

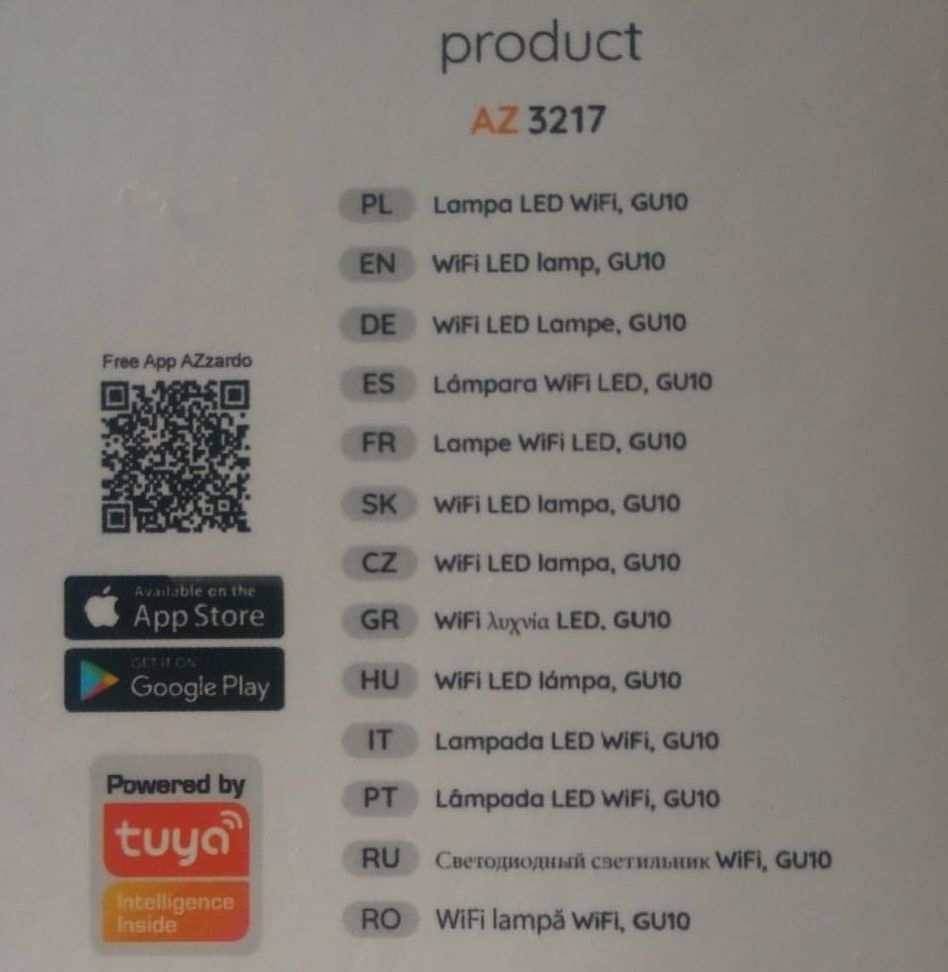
La tecnologia Tuya admet productes de més de 180.000 desenvolupadors

Totes les sol·licituds es processen al núvol d'informàtica en núvol de Tuya, la qual cosa significa que la majoria de dispositius del sistema no necessiten una seu de gestió domèstica addicional. L'empresa té servidors a tot el món, la qual cosa li permet processar grans quantitats d'informació sense grans retards. El 2018, el servei va processar 20.000 milions de sol·licituds de dispositius i 6 milions d'interaccions d'IA al dia.